# Ostralka štíhlá
Ostralka štíhlá (Anas acuta) je středně velká plovavá kachna z řádu vrubozobých.

## Popis
Samec je výrazně zbarvený: hlava a část krku jsou hnědé, hruď a dolní část krku bílá (úzkým proužkem zasahuje bílé zbarvení dozadu na hlavu), boky a hřbet jsou šedavé, černá střední ocasní pera výrazně prodloužená. Samice je celkově hnědavá; od samice kachny divoké se liší jednobarevnou hlavou bez proužků a tmavošedým zobákem. V letu má černozelené, bíle lemované zrcátko. Hnízdí na jezerech v nížinách a stepích, také v tundře a horách. V Česku protahuje na jaře i na podzim, vzácně přezimuje.

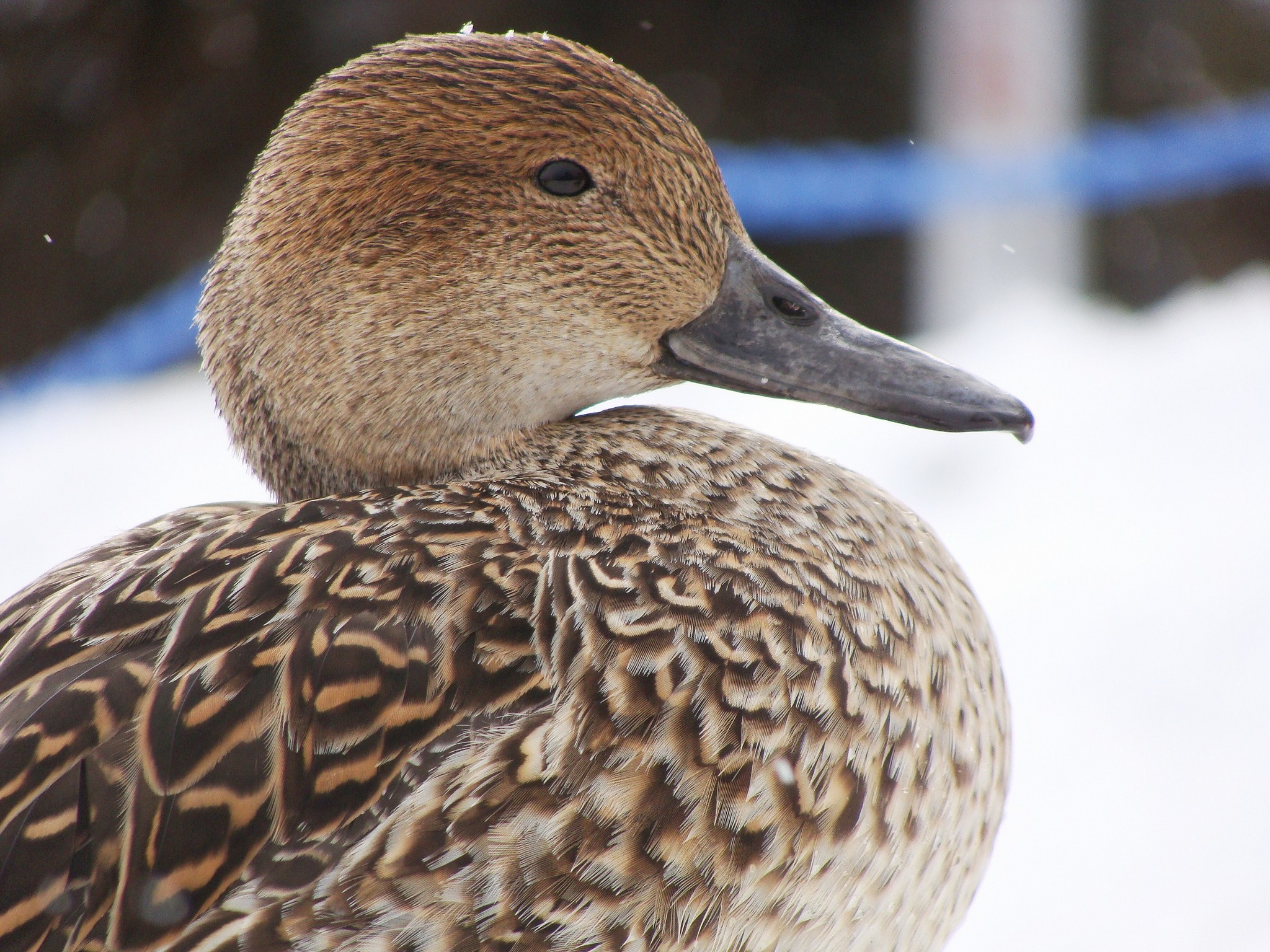
Detail hlavy samice
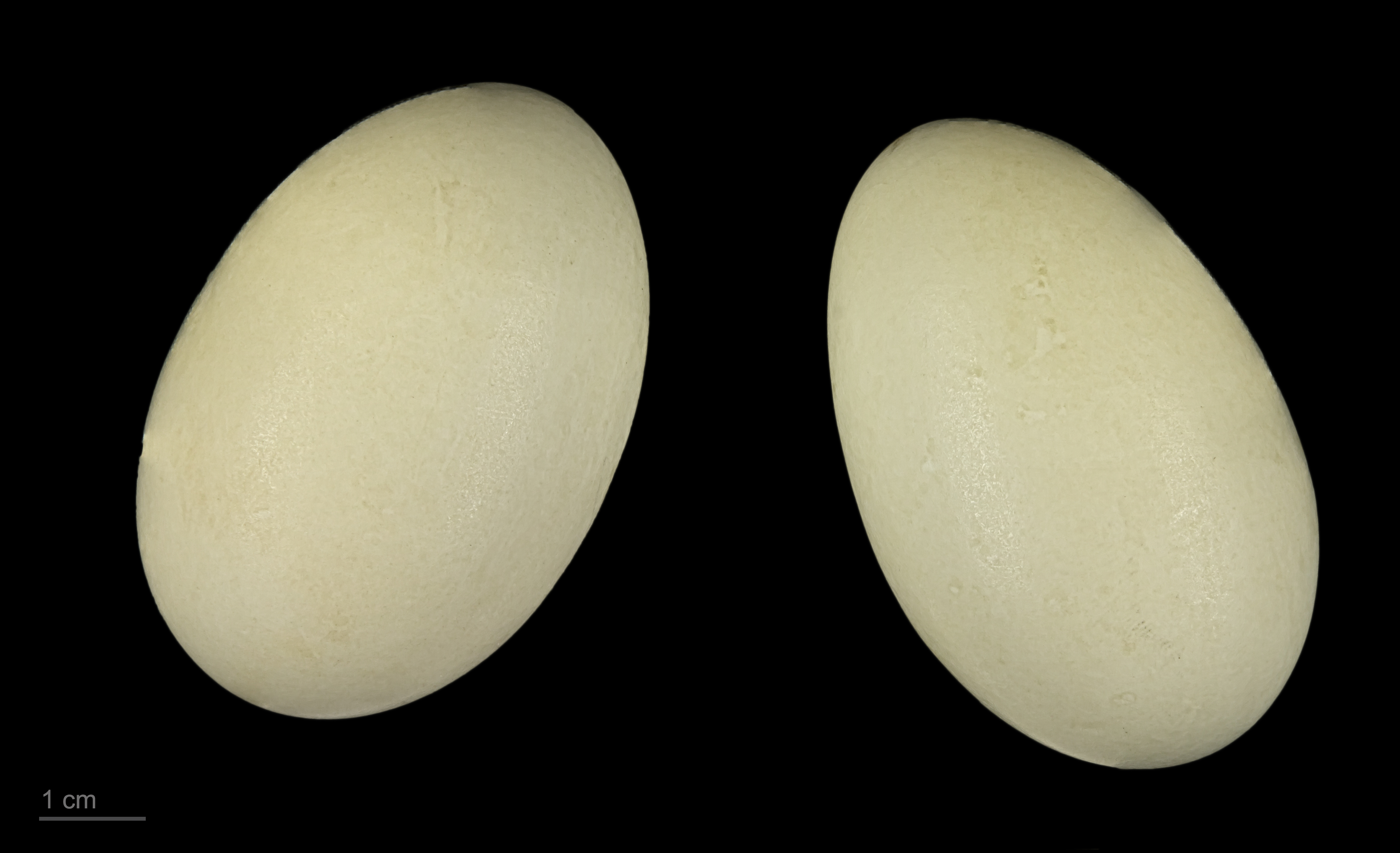
Vejce ostralky štíhlé
- Anas acuta

V České republice hnízdila ostralka vždy jen ojediněle a nepravidelně, jedinou oblastí pravidelného hnízdění bylo dolní Podyjí, ovšem jen do výstavby Novomlýnských nádrží. Poslední hnízdění bylo zaznamenáno v roce 1985 u Oder. Ostralku štíhlou je možné vidět i v zoologických zahradách, například v Zoo Hluboká nad Vltavou, Zoo Zlín, Zoo Tábor a v Zoo Praha.